# 미라지

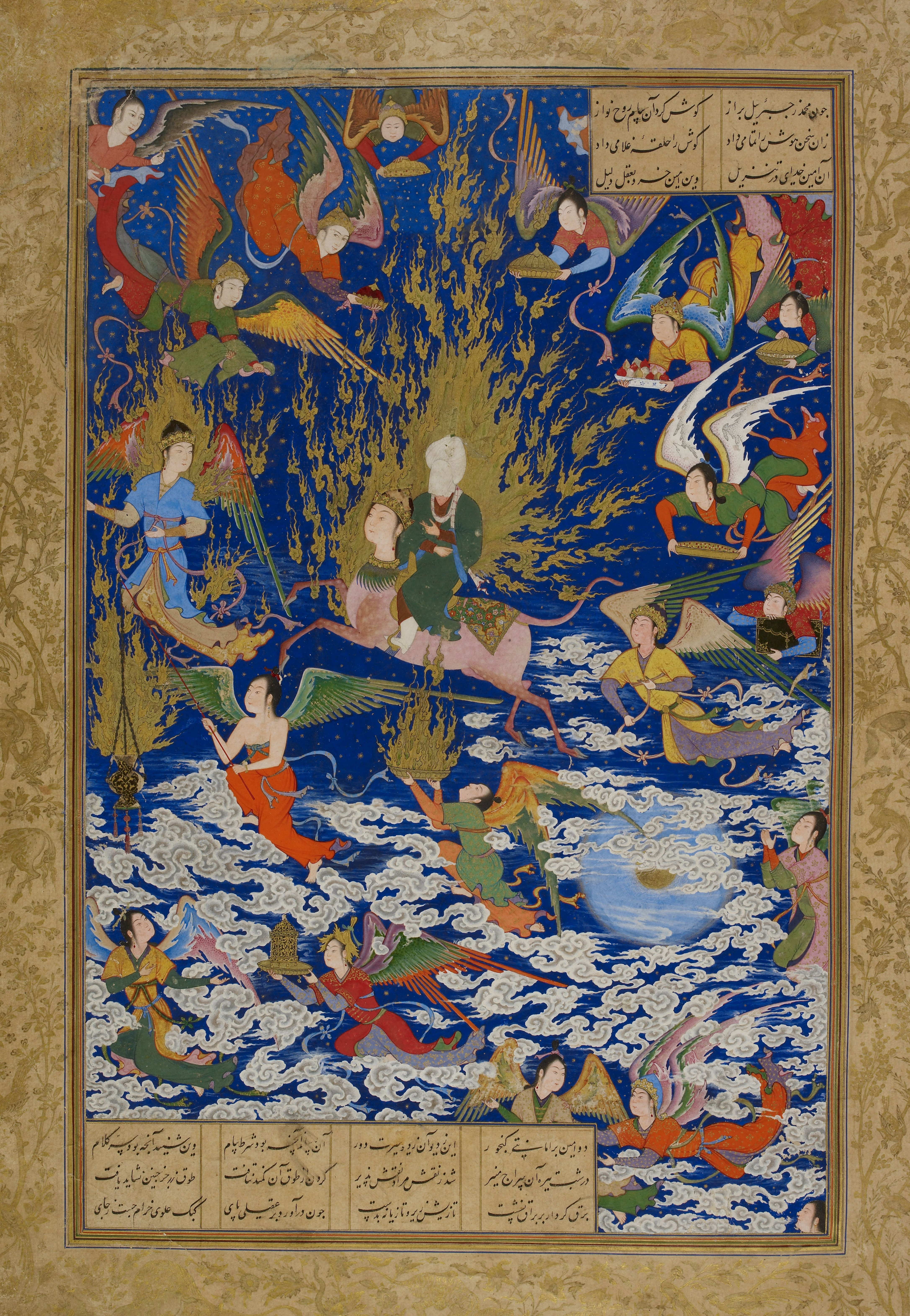
천국에서 천사들을 만나는 무함마드.

미라지(아랍어: المعراج)는 무함마드의 승천전설(昇天傳說)이다.
미라지라는 말은 본래 사후(死後)를 뜻하는 말이며, 이 이슬람 전설의 유래는 《꾸란》(17：1) "알라는 그의 종을 데리고 밤에 성스러운 예배당으로부터 우리들이 정결하게 한 멀리 떨어진 예배당에까지 오셔서 우리들에게 하나님의 조짐을 눈으로 경배하도록 하여 주셨도다"에서 나오고 있다. 이 전설은 하디스에서 구체적으로 상세히 그려지는데, 하늘에의 승천은 '천사'가 무함마드의 심장을 꺼내 깨끗하게 한 다음에 있었으며 예언자의 소명이 개시된 직후의 일이라고 되어 있다. 천계(天界)에의 비상(飛翔)은 '이스라'와 관련된 형태로 이야기되어서 예루살렘으로부터 출발한 것으로 되어 있다. 일부 기사에는 메카로부터 천계(天界)로 승천한 일만을 언급하고 하늘 나라에의 승천 이야기는 이슬람 이전의 아라비아나 기독교의 성모승천 등의 전설에서도 찾아볼 수 있다. 무함마드가 승천함에 있어서 사용한 상상(想像)의 동물은 부라크이며, 이것은 무함마드 이전에도 예언자들이 이용한 것이라 한다. 일곱 개의 천계(天界)에서 각 예언자들과 만나게 되는데 제1천(第一天)에서는 아담을, 제2천에서는 세례 요한, 제3천에서는 요셉, 제4천에서는 이드리스, 제5천에서는 아론, 제6천에서는 모세, 제7천에서는 아브라함을 만났다. 제7천에서 무함마드가 하나님과 대면해 '예배'에 관하여 대화를 나누었다는 전설이 초기에는 있었으나, 무함마드가 신과 대면했다는 것을 부인하는 설도 있고 또 그의 승천이 환각(幻覺)인지 아닌지에 관하여도 초기부터 의문이 제기되었었다.
후기 이슬람에서는 죽은 자의 영혼의 여행 형태로, 또 수피즘에서는 신비적 극치에의 영혼 승화(昇華)의 심벌로서 받아들였다.

## 참고 자료
- 이 문서에는 다음커뮤니케이션(현 카카오)에서 GFDL 또는 CC-SA 라이선스로 배포한 글로벌 세계대백과사전의 내용을 기초로 작성된 글이 포함되어 있습니다.